# NGC 5879
NGC 5879 este o galaxie activă situată în constelația Dragonul. A fost descoperită în 1788 de către William Herschel. Se află la o distanță de 17,06 megaparseci de Pământ.